# منم می‌تونم
منم می‌تونم نام فیلم کوتاهی به‌کارگردانی و نویسندگی عباس کیارستمی است که در سال (۱۳۵۴ خورشیدی) در ایران ساخته شد.

## داستان
این فیلم دربارهٔ پسری است که رفتارهای حیوانات مختلف را تقلید می‌کند. با این عمل کودکانه، او خود را با حیوانات مقایسه می‌کند. در پایان متوجه می‌شود که تفاوت حقیقی بین انسان و بقیه موجودات، در قدرت تفکر است.